# Micropsectra apposita
Micropsectra apposita е насекомо от разред Двукрили (Diptera), семейство Хирономидни (Chironomidae). Съществува ендемично в Швеция.